# Максутов Дмитро Дмитрович
Дмитро Дмитрович Максутов (11 (23) квітня 1896, Одеса — 12 серпня 1964, Ленінград) — радянський вчений, фахівець у галузі астрономічної оптики, член-кореспондент АН СРСР (1946).

## Біографія
До 1913 р. завершив навчання в Одеському кадетському корпусі. У 1913 р. почав навчання в Миколаївському інженерному училищі в м. Петербурзі. У 1930-1952 роках працював у Державному оптичному інституті, де організував і очолив лабораторію астрономічної оптики, що стала незабаром центром астрономічного приладобудування в Радянському Союзі. З 1952 очолив відділ астрономічного приладобудування Пулковської обсерваторії.
Основні наукові дослідження стосуються питань тіньових і інших оптичних методів дослідження та технології виготовлення великих оптичних приладів, теорії та практики виготовлення асферичних поверхонь. У 1924 першим запропонував так званий компенсаційний метод дослідження дзеркал. Цей метод був успішно застосований при виготовленні дзеркала діаметром 2,6 м для рефлектора ЗТШ Кримської астрофізичної обсерваторії. У 1941 Максутов винайшов меніскові системи оптичних приладів, що носить його ім'я, і яка в наш час широко використовується в телескопобудуванні. Створив новий тип телескопа (Телескоп Максутова), заснованого на менісковій оптичній системі, який поєднує в собі багато переваг як рефрактора, так і параболічного рефлектора і, відрізняючись простотою конструкції, дає зображення хорошої якості. Створив оптику для низки унікальних астрономічних інструментів. У Пулковської обсерваторії керував проектуванням та розрахунком системи первинного фокусу 6-метрового азимутального телескопа, встановленого згодом у Спеціальній астрофізичній обсерваторії АН СРСР, очолював роботи з розрахунку планетного меніскового телескопа діаметром 700 мм тощо. Найбільші у світі максутовські телескопи (діаметр меніска 700 мм) встановлені в Абастуманській астрофізичній обсерваторії і в обсерваторії Серро-Робле (Чилі).
Автор книг «Астрономічна оптика» (1946), «Виготовлення та дослідження астрономічної оптики» (1948) та інших. Проводив велику педагогічну роботу.
Лауреат Сталінської премії (1941, 1946). Нагороджений двома орденами Леніна, орденом «Знак Пошани»

## Цікаві факти
- Дмитро Дмитрович — онук Дмитра Петровича Максутова, контр-адмірала, головного правителя Російської Америки, учасника оборони Петропавловська.
- Ім'ям Дмитра Дмитровича Максутова названа мала планета 2568 Maksutov, відкрита З.Вавровою 13 квітня 1980 в обсерваторії Клеть, Чехія.

## Дивіться також
- Телескоп Максутова